# サンドどっちマンツアーズ
『サンドどっちマンツアーズ』は、2023年4月9日から2024年2月25日までNHK総合で生放送された、旅行をテーマにした情報番組・バラエティ番組である。

## 概要
サンドウィッチマンが旅行会社「サンドどっちマンツアーズ」を立ち上げたという設定で、芸能人や著名人がプレゼンテーションする、ガイドブックにも載っていないプレゼンターの思い出の地をたどる「世界で1つだけの旅プラン」を旅し、そのどちらを採用するかを決めていくというものであった。
番組の体裁としては、2021年9月29日から2023年3月8日までの水曜日の19時57分 - 20時42分に放送された『ロコだけが知っている』を曜日・時間移動と番組の舞台設定をリニューアルした形のものとなった。
2022年9月21日と2023年2月22日にパイロット版が生放送された。

## 番組休止の事例
※本放送・再放送とも『離島で発見!ラストファミリー』の放送日は休止（本放送、再放送）。
上記以外における休止

### 本放送
- 2023年5月21日：『NHKニュース「第49回先進国首脳会議（G7広島サミット）関連」』のため[11]。
- 2023年6月4日：第107回日本陸上競技選手権大会（4日目）を中継のため[12]。
- 2023年9月10日：『NHKニュース「岸田文雄首相（当時）内外記者会見関連」』のため[13]。
- 2023年12月31日：『まもなく紅白!今年もすごいぞスペシャル 2023後半』のため[14]。

### 再放送
- 2023年7月15日：メジャーリーグベースボール（「アストロズ」対「エンゼルス」）を中継のため[15]。
- 2023年7月29日：第105回全国高等学校野球選手権西東京大会決勝戦（「日大三」対「日大鶴ヶ丘」）を中継のため[16]。
- 2023年8月12日・19日：第105回全国高等学校野球選手権大会を中継のため[17][18]。
- 2023年11月18日：「岸田文雄首相（当時）内外記者会見」のため、10時の『NHKニュース』が拡大されたため[19]。
- 2023年12月30日：年末特別編成のため[20]。

## 出演者
- 社長：伊達みきお（サンドウィッチマン）
- 副社長：富澤たけし（同上）
- 進行[注 4]：杉浦友紀（NHK放送センターアナウンサー・出向出演）[21]

### プレゼンター・ゲスト
| 回 数 | 初 回 放送日   | タ イ ト ル                                          | プ レ ゼ ン タ ー                                     | プ レ ゼ ン タ ー                           | ゲ ス ト                                                              |
| ----- | -------------- | ---------------------------------------------------- | ----------------------------------------------------- | ------------------------------------------- | --------------------------------------------------------------------- |
| P1    | 2022年 9月21日 | 芸能人が故郷でツアーを企画！舞台は京都と長野         | トラウデン直美 （京都府）                             | もう中学生 （長野県）                       | 井上咲楽 王林 大橋和也（なにわ男子）                                  |
| P2    | 2023年 2月22日 | 映える＆コスパ最強グルメツアー沖縄対大阪             | NANA（MAX） （沖縄県）                                | 井上裕介（NON STYLE） （大阪府）            | 島崎和歌子 藤原丈一郎（なにわ男子） フワちゃん                        |
| 01    | 4月9日         | 芸能人旅行プラン対決！友近対鬼越・坂井               | 友近 （愛媛県）                                       | 坂井良多（鬼越トマホーク） （長野県）       | ヒロミ 大橋和也（なにわ男子） 髙橋ひかる                              |
| 02    | 4月16日        | 浅草vs.八王子 身も心も美しくなる！究極の"美活"ツアー | 浜口京子 （東京都浅草）                               | ROLAND （東京都八王子市）                   | 大西流星（なにわ男子） 松村沙友理 IKKO                                |
| 03    | 4月23日        | 大型連休！宮城と沖縄の旅行プラン対決！               | 尾形貴弘（パンサー） （宮城県）                       | 肥後克広（ダチョウ倶楽部） （沖縄県）       | バカリズム 河合郁人（A.B.C-Z） フワちゃん                             |
| 04    | 5月7日         | 青森市vs.板橋区 親子ツアー対決                       | 新山千春 （青森県青森市）                             | 金ちゃん（鬼越トマホーク） （東京都板橋区） | 大沢あかね 高橋英樹 大西流星（なにわ男子）                            |
| 05    | 5月14日        | 栃木vs.茨城自然満喫・森三中対決                      | 大島美幸（森三中） （栃木県）                         | 黒沢かずこ（森三中） （茨城県）             | 八嶋智人 村上知子 西畑大吾（なにわ男子）                              |
| 06    | 5月28日        | 名古屋と福岡の知られざる魅力ツアー                   | 遼河はるひ （愛知県名古屋市）                         | カンニング竹山 （福岡県福岡市）             | 野々村友紀子 桐山照史（ジャニーズWEST） 磯山さやか                    |
| 07    | 6月11日        | 地元感満載プチ贅沢ツアー！北海道対鹿児島             | 吉村崇（平成ノブシコブシ） （北海道）                 | 加藤ローサ （鹿児島県）                     | 島崎和歌子 生駒里奈 道枝駿佑（なにわ男子）                            |
| 08    | 6月18日        | 千葉対静岡！田舎の魅力！                             | 増田明美 （千葉県）                                   | 勝俣州和 （静岡県）                         | 大橋和也（なにわ男子） 井森美幸 峯岸みなみ                            |
| 09    | 7月2日         | 歴史を学べるツアー！横浜対山口・宇部                 | 野田クリスタル（マヂカルラブリー） （神奈川県横浜市） | 西村知美 （山口県宇部市）                   | 中山秀征 しずちゃん（南海キャンディーズ） 高橋恭平（なにわ男子）      |
| 10    | 7月9日         | 小田原と宇治でふるさとツアー対決！                   | 柳沢慎吾 （神奈川県小田原市）                         | 安田美沙子 （京都府宇治市）                 | 松嶋尚美 中川翔子 千賀健永（Kis-My-Ft2）                              |
| 11    | 7月30日        | シメは花火ツアー！函館対愛知・岡崎                   | HISASHI（GLAY） （北海道函館市）                      | キンタロー。 （愛知県岡崎市）               | 大島美幸（森三中） 井上裕介（NON STYLE） 正門良規（Aぇ! group）       |
| 12    | 8月6日         | 神戸対渋谷おしゃれタウン！老舗＆最新グルメツアー     | 濱田マリ （兵庫県神戸市）                             | 椿鬼奴 （東京都渋谷区）                     | 高田純次 ジェシー（SixTONES） 井上咲楽                                |
| 13    | 8月13日        | 夏グルメ癒やしスポットツアー！京都対千葉             | ナダル（コロコロチキチキペッパーズ） （京都府）       | 高山一実 （千葉県）                         | 島崎和歌子 田中卓志（アンガールズ） 真弓孟之（ジャニーズJr.）         |
| 14    | 8月20日        | 郡山と東大阪で家族旅                                 | 白鳥久美子（たんぽぽ） （福島県郡山市）               | ゆうちゃみ （大阪府東大阪市）               | 藤岡弘、 大久保佳代子（オアシズ） 佐野晶哉（Aぇ! group）              |
| 15    | 9月3日         | 熊本市VS兵庫県神崎郡                                 | 宮崎美子 （熊本県熊本市）                             | 濱田崇裕（ジャニーズWEST） （兵庫県神崎郡） | 八嶋智人 藤本美貴 末澤誠也（Aぇ! group）                              |
| 16    | 10月1日        | 山形対三重定番＆最新！山里の魅力つめこみツアー       | 渡辺えり （山形県）                                   | チャンカワイ（Wエンジン） （三重県）        | 中山秀征 生見愛瑠 草間リチャード敬太（Aぇ! group）                    |
| 17    | 10月8日        | 朝ドラ・ブギウギSP                                   | 伊原六花 （大阪府大阪狭山市）                         | 翼和希 （大阪府枚方市）                     | 小杉竜一（ブラックマヨネーズ） 田辺智加（ぼる塾） 横山裕（関ジャニ∞） |
| 18    | 10月22日       | 秋の大人旅を作れ！群馬・中山対宮崎・浅香             | 中山秀征 （群馬県）                                   | 浅香唯 （宮崎県）                           | 島崎和歌子 狩野英孝 真弓孟之（ジャニーズJr.）                         |
| 19    | 10月29日       | 秋の大人旅を作れ！群馬・中山対宮崎・浅香             | 中山秀征 （群馬県）                                   | 浅香唯 （宮崎県）                           | 島崎和歌子 狩野英孝 真弓孟之（ジャニーズJr.）                         |
| 20    | 11月12日       | 栃木VS.茨城そっちにはないでしょ！定番＆最新ツアー    | 井上咲楽 （栃木県益子町）                             | 鈴木奈々 （茨城県龍ケ崎市）                 | アンミカ 飯尾和樹（ずん） フワちゃん                                  |
| 21    | 11月15日       | 秋の歴史旅！長野・峰竜太対姫路・丘みどり             | 峰竜太 （長野県長野市）                               | 丘みどり （兵庫県姫路市）                   | 島崎和歌子 丸山桂里奈 トラウデン直美                                  |
| 22    | 11月19日       | 旭川対福岡おもてなしグルメツアー                     | とにかく明るい安村 （北海道旭川市）                   | 重盛さと美 （福岡県福岡市）                 | 勝俣州和 野々村友紀子 堀田茜                                          |
| 23    | 12月3日        | 冬におすすめ南国ツアー対決                           | 小島よしお （沖縄県久米島町）                         | 豊ノ島 （高知県宿毛市）                     | 宮崎美子 滝沢カレン 和田雅成                                          |
| 24    | 12月10日       | 冬におすすめ南国ツアー対決後編                       | 小島よしお （沖縄県久米島町）                         | 豊ノ島 （高知県宿毛市）                     | 宮崎美子 滝沢カレン 和田雅成                                          |
| 25    | 12月17日       | 冬行きたい！身も心も温まる旅 青森十和田・三重南伊勢  | りんごちゃん （青森県十和田市）                       | 磯野貴理子 （三重県南伊勢町）               | YOU 平子祐希 池田美優                                                 |
| 20    | 2024年 1月7日  | 選 栃木VS.茨城そっちにはないでしょ！定番＆最新ツアー | 井上咲楽 （栃木県益子町）                             | 鈴木奈々 （茨城県龍ケ崎市）                 | アンミカ 飯尾和樹（ずん） フワちゃん                                  |
| 26    | 1月14日        | 開運！長崎・さだまさし対富山・柴田理恵               | さだまさし （長崎県）                                 | 柴田理恵 （富山県）                         | 島崎和歌子 黒沢かずこ（森三中） 水上恒司                              |
| 27    | 1月21日        | 決着！長崎・さだまさし対富山・柴田理恵               | さだまさし （長崎県）                                 | 柴田理恵 （富山県）                         | 島崎和歌子 黒沢かずこ（森三中） 水上恒司                              |
| 28    | 2月4日         | 広島・槙野智章対奄美・元ちとせ                       | 槙野智章 （広島県広島市）                             | 元ちとせ （鹿児島県奄美大島）               | 磯山さやか 足立梨花 高橋英樹                                          |
| 29    | 2月18日        | 知る人ぞ知る観光地の対決！大阪堺市・鳥取大山町       | 黒谷友香 （大阪府堺市）                               | ガンバレルーヤ （鳥取県大山町）             | 島崎和歌子 狩野英孝 フワちゃん                                        |
| 30    | 2月25日        | 知る人ぞ知る観光地・決着編！大阪堺市・鳥取大山町     | 黒谷友香 （大阪府堺市）                               | ガンバレルーヤ （鳥取県大山町）             | 島崎和歌子 狩野英孝 フワちゃん                                        |